# GastiR - Ghosts Invited
GastiR - Ghosts Invited è l'album di debutto del gruppo musicale norvegese Gaahls Wyrd, pubblicato nel 2019.

## Tracce
1. Ek Erilar – 5:36
2. From the Spear – 4:38
3. Ghosts Invited – 4:24
4. Carving the Voices – 7:28
5. Veiztu Hve – 6:43
6. The Speech and the Self – 5:03
7. Through and Past and Past – 3:00
8. Within the Voice of Existence – 5:24

## Formazione
- Frode "Eld" Kilvik: basso
- Ole Hermann Walaunet: chitarra
- Gaahl: voce
- Kevin "Spektre" Kvåle: batteria